# سالم (مقاطعة كينوشا)
سالم، مقاطعة كينوشا (بالإنجليزية: Salem, Kenosha County, Wisconsin)‏ هي بلدة تقع بولاية ويسكونسن في الولايات المتحدة. تبلغ مساحتها 83.9 (كم²)، وترتفع عن سطح البحر 226 م، بلغ عدد سكانها 9871 نسمة في عام 2000 حسب إحصاء مكتب تعداد الولايات المتحدة وتصل الكثافة السكانية فيها 128.4 نسمة/كم2.

## وصلات خارجية
- The US50 - Cities and Towns in Wisconsin State
- Wisconsin Cities and Towns, Facts, Map, Flag, Colleges, Government, and More